# Crepidacantha carsioseta
Crepidacantha carsioseta är en mossdjursart som beskrevs av Winston och Heimberg 1986. Crepidacantha carsioseta ingår i släktet Crepidacantha och familjen Crepidacanthidae. Inga underarter finns listade i Catalogue of Life.